# Черевки (Житомирская область)
Черевки́ (укр. Черевки) — село на Украине, основано в 1677 году, находится в Овручском районе Житомирской области.
Код КОАТУУ — 1824288201. Население по переписи 2001 года составляет 497 человек. Почтовый индекс — 11141. Телефонный код — 4148. Занимает площадь 1,723 км².

## Адрес местного совета
11141, Житомирская область, Овручский р-н, с. Черевки